# Brent Webb

a Compétitions nationales et continentales officielles uniquement.

b Matchs officiels uniquement.
Brent Webb, né le 8 novembre 1980, est un joueur australien de rugby à XIII évoluant au poste d'arrière. Il fait ses débuts en National Rugby League avec mes New Zealand Warriors en 2002, y disputant quatre saisons. Durant cette période, il est appelé en équipe de Nouvelle-Zélande bien qu'australien. En 2007, il s'engage avec les Leeds Rhinos pour disputer la Super League puis en 2013 rejoint les Dragons Catalans.

## Palmarès
- Individuel :
  - Meilleur marqueur d'essais de la Super League : 2007 (Leeds)

## Détails

### En club
| Saison | Club                 | Compétition           | Matchs | Points | Essais | Buts | Drop |
| ------ | -------------------- | --------------------- | ------ | ------ | ------ | ---- | ---- |
| 2002   | New Zealand Warriors | National Rugby League | 17     | 36     | 9      | 0    | 0    |
| 2003   | New Zealand Warriors | National Rugby League | 21     | 84     | 8      | 26   | 0    |
| 2004   | New Zealand Warriors | National Rugby League | 23     | 34     | 8      | 1    | 0    |
| 2005   | New Zealand Warriors | National Rugby League | 20     | 12     | 3      | 0    | 0    |
| 2006   | New Zealand Warriors | National Rugby League | 22     | 44     | 11     | 0    | 0    |
| 2007   | Leeds Rhinos         | Super League          | 25     | 88     | 22     | 0    | 0    |
| 2008   | Leeds Rhinos         | Super League          | 27     | 64     | 16     | 0    | 0    |
| 2009   | Leeds Rhinos         | Super League          | 24     | 64     | 16     | 0    | 0    |
| 2010   | Leeds Rhinos         | Super League          | 21     | 24     | 6      | 0    | 0    |
| 2011   | Leeds Rhinos         | Super League          | 26     | 52     | 13     | 0    | 0    |
| 2012   | Leeds Rhinos         | Super League          | 15     | 8      | 2      | 0    | 0    |
| 2013   | Dragons Catalans     | Super League          | 7      | 8      | 2      | 0    | 0    |
| 2014   | Dragons Catalans     | Super League          | 2      | 0      | 0      | 0    | 0    |
| Total  | Total                | Total                 | 250    | 518    | 116    | 27   | 0    |